# テスラ・モデルY
モデルY（Model Y）は、アメリカのテスラが製造・販売しているクロスオーバーSUVタイプの5ドアステーション型電気自動車である。

## 概要
ロードスター、モデルS、モデルX、モデル3に続くテスラの5番目の電気自動車。小型EVセダンのモデル3をベースに開発された。モデル3よりも約10％ボディが大きく、モデル3の同じバッテリー仕様と比較して価格は約10％高く、航続距離は若干短くなっている。グリルのないフロントフェイスなど、デザインはモデル3と共通のイメージを持つ。インテリアもモデル3のようなデザインで、車両に関する設定はほとんど15インチのタッチパネルに集約されている。基本は2列シート5人乗りステーションワゴンだが、オプションで3列目シートを追加し7人乗りとすることも可能。2列目シートは3人掛けのベンチシートで、個別に倒すことができる。また、2・3列目をすべて倒すとフルフラットの荷室になる。
アナリストが調査した結果、モデルYの利益率は29.4%以上であることが判明し、高級車メーカーの平均利益率8～10%と比較すると際立っていることが指摘されている。
テスラは時期も頻度も決めず、いきなり価格を変更するメーカーであるため、2021年3月には4万8990ドルだったベースモデルが2022年8月には6万5990ドルにまで値上がりしている。

## メカニズム

### パワートレイン
4WDモデルはフロントとリアに独立した2つのモーターを備える。また、フロントとリアのホイールのトルクは統合してコントロールされており、時速100 kmまで3.7秒で加速する力をもつ。

### 安全装備
「オートパイロット」と呼ばれる運転支援システムが全車標準装備となっており、OTAでのソフトウェアアップデートで機能の追加や改善も可能である。
雨や雪などの天候により路面状況が変化しても安定して走行できるよう、トラクションコントロールが装備されている。

### 鋳造シャシー
リアシャシー部分などはギガプレスと呼ばれる型締力8000トンの超大型鋳造マシンで一体的に製造したパーツ、アルミニウム製のメガキャストを使用している。部品点数や製造工程を減らすことでコスト40％、重量を30％をカットできる新技術であるが、事故時の修理費用は高くなる、状況によっては即廃車になることが懸念されている。
なお、2025年のマイナーチェンジモデルからは、アルミ合金のメガキャスト使用は後部骨格に限るものとし、前部は鋼板のプレス部品などからなる骨格としている。

## 年表
- 2016年7月 - イーロン・マスクCEOが車名を「モデルY」とするとTwitter上で公表[9]。
- 2018年6月 - 年次株主総会においてティザーイメージを公開[10]。
- 2019年
  - 1月 - 2020年内に量産を開始する計画を発表[11]。
  - 3月 - イーロン・マスクCEOが3月14日、モデルYを米国カリフォルニア州ロサンゼルスのデザインスタジオで初公開するとTwitterで発表[2]。
  - 7月 - モデルYの生産を、2020年秋頃に米国カリフォルニア州のフリーモント工場で開始すると発表[12]。
  - 10月 - 生産計画を見直し、2020年夏頃に開始すると発表。中国上海のギガファクトリーの設計から得られたノウハウや効率を活用し当初の計画を前倒しするとしている[13]。
- 2020年
  - 1月 - 納車を2020年3月末までに開始すると発表。また、生産台数を徐々に増やし、モデル3と合計で年産50万台を掲げた計画を発表した[14]。
  - 3月10日 - イーロン・マスクCEOがテスラ車の生産台数が100万台を突破したとTwitterで発表。なお、その100万台目の車両はモデルYであった[15]。
  - 3月16日 - モデルYの納車を開始[16]。
- 2022年6月 -日本で発売開始
- 2023年3月8日 - アメリカ運輸省道路交通安全局は、2023年型モデルYについて、走行中にハンドルが外れた事例が2件発生したことを受け、12万台を対象に予備調査を実施すると発表した[17]。
- 2025年
  - 1月10日 - マイナーチェンジで後期型となる。同日より日本仕様もテスラストアとオンラインの両方で受注を開始し、2025年4月以降順次出荷予定である。
  - 6月22日 - アメリカ南部テキサス州オースティンで10台程度を投入して自動運転タクシー「ロボタクシー」のサービスを開始した[18]。